# Phrygiomurex
Phrygiomurex is een geslacht van weekdieren uit de klasse van de Gastropoda (slakken).

## Soort
- Phrygiomurex sculptilis (Reeve, 1844)